# 前275年
| 千纪： | 前1千纪 |
| 世纪： | 前4世纪 \| 前3世纪 \| 前2世纪 |
| 年代： | 前300年代 \| 前290年代 \| 前280年代 \| 前270年代 \| 前260年代 \| 前250年代 \| 前240年代                                                   |
| 年份： | 前280年 \| 前279年 \| 前278年 \| 前277年 \| 前276年 \| 前275年 \| 前274年 \| 前273年 \| 前272年 \| 前271年 \| 前270年                     |
| 纪年： | 周赧王四十年 魯頃公五年 齊襄王九年 趙惠文王二十四年 魏安僖王二年 韓釐王二十一年 秦昭襄王三十二年 楚頃襄王二十四年 衛懷君十八年 燕惠王四年 |

## 大事記
- 秦国丞相，穰侯魏冉进攻魏国。韩国暴鸢救援魏国，被魏冉击溃，斩首四万。魏国割让八座城池求和。魏冉再次进攻魏国，打败魏国名将芒卯，入北宅。秦军围攻魏国首都大梁。魏国割让温求和。秦军撤大梁之围。
- 巴比伦的居民遷移到其他地方，巴比伦王國沒落。
- 贝内文托战役，罗马军队在这一战役中彻底打敗希腊伊庇鲁斯的国王皮洛士的军队。 在战役初期，罗马军队败退至己方的营垒附近。然而这时罗马军成功地把敌军的战象驱赶回去。失控的战象反过来践踏了皮洛士军的步兵方阵。罗马军顺利反攻，取得了决定性的胜利。皮洛士再也无法在意大利抵抗罗马人。惨败的皮洛士回国时，留下了一句著名的预言：“我给羅馬和迦太基留下了一个多好的战场！”

## 出生
- 约在此年，第二次布匿战争时期的名将，罗马共和国独裁官，法比乌斯·马克西姆斯。
- 哈米爾卡·巴卡，迦太基將軍、政治家，迦太基在西班牙的開拓者，漢尼拔之父。

## 逝世
- 约在此年，欧几里得，古希腊伟大的数学家，几何原本的作者。
- 考底利耶，古印度政治家、哲學家，婆羅門，曾經協助旃陀羅笈多一世建立孔雀王朝。